# Noorderhaven 29 (Harlingen)

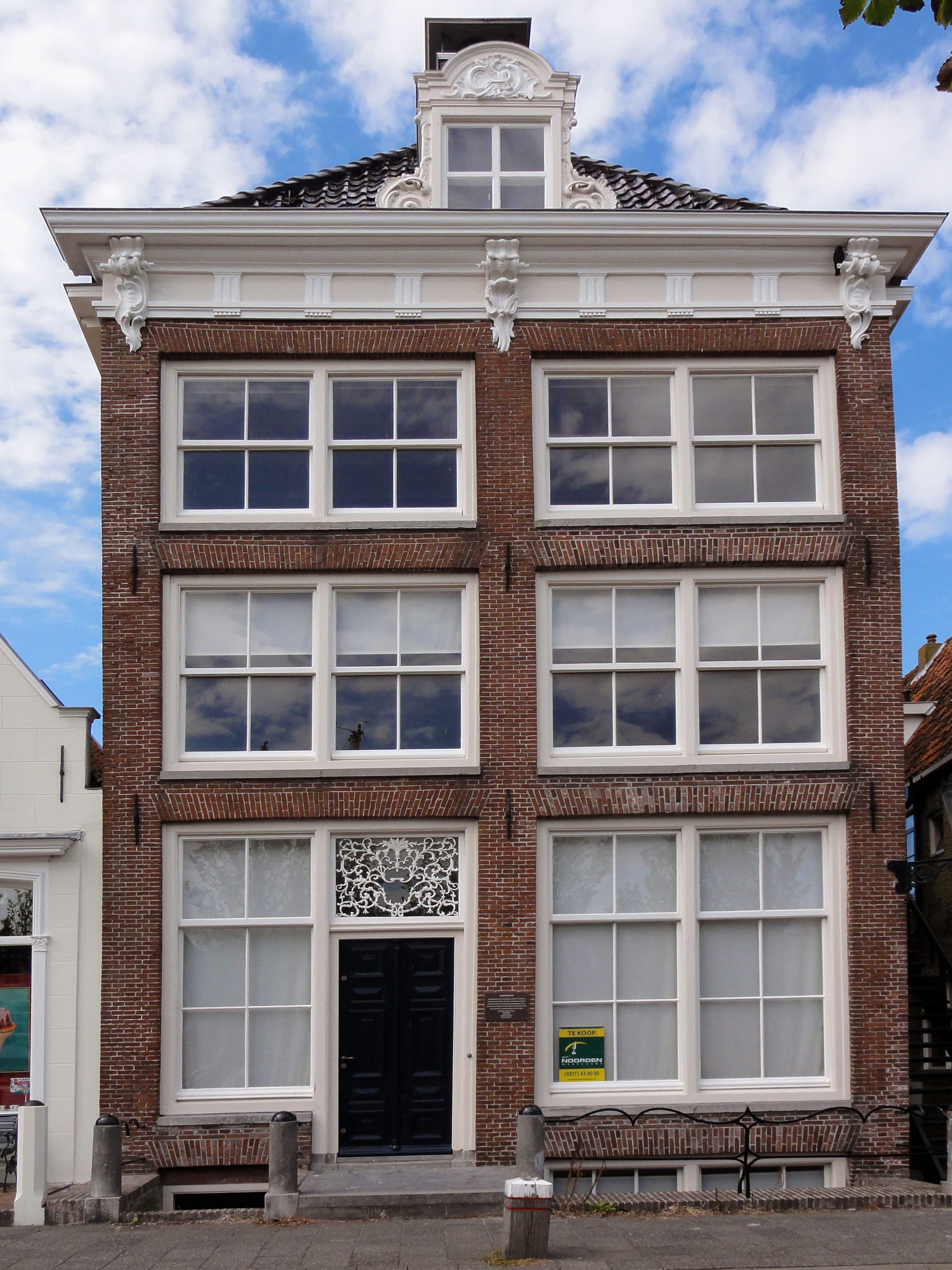
De woning aan de Noorderhaven 29 anno 2011

De grachtenwoning aan de Noorderhaven 29 is een monumentaal pand in Harlingen in de Nederlandse provincie Friesland.

## Geschiedenis
De lijstgevel van het grachtenpand aan de Noorderhaven 29 dateert uit de periode rond 1770. Het pand heeft een kroonlijst met metopen, trigliefen en een gesneden rococo consoles. De dakkapel boven de kroonlijst is voorzien van snijwerk in Lodewijk XV-stijl. Boven de dakkapel is een zeilmaker afgebeeld. Het snijwerk is van de hand van Johann Georg Hempel. Boven de toegangsdeur bevindt zich een raam met een snijvenster. Voor de ingang een stoep met ter weerszijden stoeppalen. Het grachtenpand is erkend als een rijksmonument.
De woning staat in Harlingen bekend als het moordpand. In 1894 schoot de hier woonachtige dominee Johan Barger zijn catechisante Catherina Helene (Cato) Mirande dood.